# Équipe de Belgique de football en 1961
Maillots
Chronologie
Saison précédente Saison suivante
L'équipe de Belgique de football présente un bilan mitigé en 1961, elle perd quatre de ses cinq premières rencontres et manque la qualification pour le Mondial 1962; la fin de l'année est toutefois de meilleure facture avec trois larges victoires en autant de matchs.

## Objectifs
Le seul objectif de la saison pour la Belgique est, après avoir manqué le tournoi précédent, de tenter de se qualifier pour la Coupe du monde pour la cinquième fois de son histoire. Dans un groupe où la Suède, finaliste de l'édition 1958 à domicile, fait office de favori, la tâche sera ardue car les Belges se sont inclinés lors des deux premières rencontres l'année précédente.

## Résumé de la saison
Durant la décennie qui suit, une génération de joueurs offensifs d'envergure émerge parmi les Diables Rouges, avec des joueurs comme Jacques Stockman, Paul Van Himst et Roger Claessen notamment. Mais ces joueurs ne parviennent pas à qualifier le pays pour une grande compétition internationale. La Belgique est éliminée lors des qualifications pour la Coupe du monde 1962 avec quatre défaites en autant de matchs. Deux ans plus tard, elle est battue dès les huitièmes de finale de la Coupe d'Europe des nations par la Yougoslavie. Lors des éliminatoires de la Coupe du monde 1966, la Belgique termine ex æquo avec la Bulgarie. Les deux équipes doivent disputer un match de barrage à Florence pour les départager, que les Bulgares remportent (2-1). Les Diables Rouges échouent également de peu durant les éliminatoires de l'Euro 1968, terminant un point derrière la France,.

## Bilan de l'année
L'objectif est manqué, la Belgique termine 3e et dernière de son groupe sans avoir pu engranger un seul point !

### Coupe du monde 1962

#### Éliminatoires (Groupe 1)
| Rang | Équipe   | Pts | J | G | N | P | Bp | Bc | Diff |  | Résultats (▼ dom., ► ext.) |     |     |     |
| ---- | -------- | --- | - | - | - | - | -- | -- | ---- |  | -------------------------- | --- | --- | --- |
| 1    | Suède    | 6   | 4 | 3 | 0 | 1 | 10 | 3  | +7   |  | Suède                      |     | 4-0 | 2-0 |
| 1    | Suisse   | 6   | 4 | 3 | 0 | 1 | 9  | 9  | 0    |  | Suisse                     | 3-2 |     | 2-1 |
| 3    | Belgique | 0   | 4 | 0 | 0 | 4 | 3  | 10 | -7   |  | Belgique                   | 0-2 | 2-4 |     |

#### Match d'appui
| Équipe 1 | Résultat | Équipe 2 |
| -------- | -------- | -------- |
| Suisse   | 2-1      | Suède    |

- Sélection qualifiée pour la Coupe du monde 1962

## Les matchs
| Match amical                                                 | Allemagne de l'Ouest   | 1 - 0   | Belgique | Waldstadion Francfort, Allemagne de l'Ouest       |                                                   |
| 8 mars 1961 · 16:30 heure locale · Historique des rencontres | Dörfel 33e             | (1 – 0) |          | Spectateurs : 65 000 Arbitrage : Josef Gulde (hu) | Spectateurs : 65 000 Arbitrage : Josef Gulde (hu) |
| 8 mars 1961 · 16:30 heure locale · Historique des rencontres | Rapport (RBFA) Rapport |         |          | Spectateurs : 65 000 Arbitrage : Josef Gulde (hu) | Spectateurs : 65 000 Arbitrage : Josef Gulde (hu) |

| Match amical                                                  | France                 | 1 - 1   | Belgique     | Stade olympique Yves-du-Manoir Colombes, France |                                             |
| 15 mars 1961 · 20:30 heure locale · Historique des rencontres | Piantoni 3e            | (1 – 0) | Paeschen 58e | Spectateurs : 36 072 Arbitrage : John Kelly     | Spectateurs : 36 072 Arbitrage : John Kelly |
| 15 mars 1961 · 20:30 heure locale · Historique des rencontres | Rapport (RBFA) Rapport |         |              | Spectateurs : 36 072 Arbitrage : John Kelly     | Spectateurs : 36 072 Arbitrage : John Kelly |

| Match amical                                                  | Pays-Bas                                                  | 6 - 2   | Belgique                     | Stade Feijenoord Rotterdam, Pays-Bas         |                                              |
| 22 mars 1961 · 20:15 heure locale · Historique des rencontres | Kruiver 1re 37e · Groot 38e 88e · Swart 80e · Moulijn 87e | (3 – 2) | Paeschen 17e · Van Himst 30e | Spectateurs : 65 000 Arbitrage : Karol Galba | Spectateurs : 65 000 Arbitrage : Karol Galba |
| 22 mars 1961 · 20:15 heure locale · Historique des rencontres | Rapport (RBFA) Rapport                                    |         |                              | Spectateurs : 65 000 Arbitrage : Karol Galba | Spectateurs : 65 000 Arbitrage : Karol Galba |

| Coupe du monde 1962 Qualifications - Groupe 1                | Suisse          | 2 - 1                  | Belgique     | Stade olympique de la Pontaise Lausanne, Suisse |                                               |
| 20 mai 1961 · 15:45 heure locale · Historique des rencontres | Ballaman 8e 16e | (2 – 0)                | Claessen 79e | Spectateurs : 26 458 Arbitrage : Andor Dorogi   | Spectateurs : 26 458 Arbitrage : Andor Dorogi |
| 20 mai 1961 · 15:45 heure locale · Historique des rencontres |                 | Rapport (RBFA) Rapport | Lejeune 77e  | Spectateurs : 26 458 Arbitrage : Andor Dorogi   | Spectateurs : 26 458 Arbitrage : Andor Dorogi |

| Coupe du monde 1962 Qualifications - Groupe 1                   | Belgique               | 0 - 2   | Suède         | Stade du Heysel Laeken, Belgique                  |                                                   |
| 4 octobre 1961 · 19:30 heure locale · Historique des rencontres |                        | (0 – 0) | Brodd 70e 77e | Spectateurs : 14 354 Arbitrage : Francisco Guerra | Spectateurs : 14 354 Arbitrage : Francisco Guerra |
| 4 octobre 1961 · 19:30 heure locale · Historique des rencontres | Rapport (RBFA) Rapport |         |               | Spectateurs : 14 354 Arbitrage : Francisco Guerra | Spectateurs : 14 354 Arbitrage : Francisco Guerra |

| Match amical                                                     | Belgique                                    | 3 - 0   | France | Stade du Heysel Laeken, Belgique              |                                               |
| 18 octobre 1961 · 19:30 heure locale · Historique des rencontres | Hanon 18e · van den Berg 60e · Claessen 84e | (1 – 0) |        | Spectateurs : 11 019 Arbitrage : Kevin Howley | Spectateurs : 11 019 Arbitrage : Kevin Howley |
| 18 octobre 1961 · 19:30 heure locale · Historique des rencontres | Rapport (RBFA) Rapport                      |         |        | Spectateurs : 11 019 Arbitrage : Kevin Howley | Spectateurs : 11 019 Arbitrage : Kevin Howley |

| Match amical                                                      | Pays-Bas               | 0 - 4   | Belgique                                            | Stade olympique Amsterdam, Pays-Bas             |                                                 |
| 12 novembre 1961 · 14:30 heure locale · Historique des rencontres |                        | (0 – 3) | Claessen 25e 43e · van den Berg 30e · Van Himst 46e | Spectateurs : 62 000 Arbitrage : Bobby Davidson | Spectateurs : 62 000 Arbitrage : Bobby Davidson |
| 12 novembre 1961 · 14:30 heure locale · Historique des rencontres | Rapport (RBFA) Rapport |         |                                                     | Spectateurs : 62 000 Arbitrage : Bobby Davidson | Spectateurs : 62 000 Arbitrage : Bobby Davidson |

| Match amical                                                      | Belgique                                     | 4 - 0 | Bulgarie | Stade du Heysel Laeken, Belgique           |                                            |
| 24 décembre 1961 · 14:30 heure locale · Historique des rencontres | Stockman 3e · Jurion 10e · Van Himst 30e 69e |       |          | Spectateurs : 16 502 Arbitrage : Ken Aston | Spectateurs : 16 502 Arbitrage : Ken Aston |
| 24 décembre 1961 · 14:30 heure locale · Historique des rencontres | Rapport (RBFA) Rapport                       |       |          | Spectateurs : 16 502 Arbitrage : Ken Aston | Spectateurs : 16 502 Arbitrage : Ken Aston |

## Les joueurs
| Joueurs             | Joueurs              | Amical | Amical | Amical | QCM 1962 | QCM 1962 | Amical | Amical | Amical |
| ------------------- | -------------------- | ------ | ------ | ------ | -------- | -------- | ------ | ------ | ------ |
| Gardiens de but     |                      |        |        |        |          |          |        |        |        |
| Guy Delhasse        | RFC Liégeois         | 90     | 46e    | 90     | 90       | 90       |        | r      | r      |
| Jean Nicolay        | Standard de Liège    | r      | 46e    | r      | r        | r        | 90     | 90     | 90     |
| André Vanderstappen | Union Saint-Gilloise |        |        |        |          |          | r      |        |        |
| Défenseurs          |                      |        |        |        |          |          |        |        |        |
| Georges Heylens     | RSC Anderlechtois    | 90     | 90     | 90     |          |          |        |        |        |
| Émile Lejeune       | RFC Liégeois         | 90     | 90     | 90     | 77e      | r        | 90     |        |        |
| Laurent Verbiest    | RSC Anderlechtois    | r      | r      | r      | r        | 90       | 90     |        | 90     |
| Robert Weyn         | R Beerschot AC       | r      |        |        |          |          | r      |        |        |
| Guillaume Raskin    | R Beerschot AC       |        |        |        |          | 90       |        | 90     | 90     |
| Edward Wauters      | Royal Antwerp FC     |        |        |        |          | r        | r      | r      | r      |
| Roland Storme       | RFC Brugeois         |        |        |        |          |          |        | 90     | 90     |
| Milieux             |                      |        |        |        |          |          |        |        |        |
| Martin Lippens      | RSC Anderlechtois    | 90     | 90     | 90     | 90       | 90       | 90     | 90     |        |
| Henri Thellin       | Standard de Liège    | 90     | 90     | 90     | 90       |          |        |        |        |
| Pierre Hanon        | RSC Anderlechtois    | 90     | 90     | 90     | 90       | 90       | 90     | 90     | 90     |
| Fernand Goyvaerts   | RFC Brugeois         | 90     | 90     | 90     | 90       |          |        |        |        |
| Jef Jurion          | RSC Anderlechtois    | 90     | 90     | 90     | r        | 90       | 90     | 90     | 90     |
| Paul Van Himst      | RSC Anderlechtois    | 90     | r      | 90     |          | 90       | 90     | 90     | 90     |
| Karel Mallants      | Standard de Liège    | r      |        |        |          |          |        |        |        |
| Léon Semmeling      | Standard de Liège    |        |        |        | 90       |          |        |        |        |
| Yves Baré           | RFC Liégeois         |        |        |        |          | 90       | 90     | 90     | 90     |
| Richard Orlans      | ARA La Gantoise      |        |        |        |          |          | r      |        | r      |
| Félix Geybels       | K Beringen FC        |        |        |        |          |          |        | r      | r      |
| Attaquants          |                      |        |        |        |          |          |        |        |        |
| Paul van den Berg   | Union Saint-Gilloise | 90     | r      | r      |          | r        | 90     | 90     | 90     |
| Marcel Paeschen     | Standard de Liège    | 90     | 90     | 90     | 90       |          | 90     | 90     | 90     |
| Denis Houf          | Standard de Liège    |        | 90     | 90     | 90       |          |        |        |        |
| Victor Wégria       | RFC Liégeois         |        | 90     | r      | r        |          |        |        |        |
| Jef Vliers          | Standard de Liège    |        |        |        | 90       |          |        |        |        |
| Roger Claessen      | Standard de Liège    |        |        |        | 90 ,     | 90       | 90     | 90     |        |
| Claude Croté        | RFC Liégeois         |        |        |        |          | 90,      |        |        |        |
| André Piters        | Standard de Liège    |        |        |        |          | 90       |        |        |        |
| Jacques Stockman    | RSC Anderlechtois    |        |        |        |          |          |        | r      | 90     |

Un « r » indique un joueur qui était parmi les remplaçants mais qui n'est pas monté au jeu.
1. 1 2 3 4 5 6  Première sélection officielle pour le joueur.
2. 1 2 3 4 5 6  Dernière sélection officielle pour le joueur.
3. ↑  Premier but officiel pour le joueur.

## Sources